# Meritorious Service Medal (USA)
Meritorious Service Medal (förkortning: MSM) är en militär förtjänstmedalj som delas ut i USA:s väpnade styrkor för enastående meriterande prestation eller tjänst.
Den ges för tjänstgöring i försvarsgrensspecifika befattningar medan försvarsgrensövergripande befattningar istället ges den högre Defense Meritorious Service Medal.

## Utdelning
Meritorious Service Medal infördes 1969 av USA:s president Lyndon B. Johnson genom utfärdandet av en exekutivorder fyra dagar innan han lämnade ämbetet. Den ges för ledarskap i fredstid och ges för insatser på en lägre ansvarsnivå än vad som fodras för Legion of Merit. Färgerna är medvetet utvalda för att visa på samhörigheten med Legion of Merit.
I USA:s armé, USA:s flygvapen och USA:s rymdstyrka ges den vanligen till de som fört befäl över förband på bataljons- och flygdivisionsnivå (engelska: squadron), liksom för de i tjänstegraderna överste, överstelöjtnant och major i stabsbefattningar. Även den som tillhör personalkategorierna warrant officer eller underofficerare med högre tjänstegrader är vanliga mottagare. Personer med lägre tjänstegrader än ovanstående tillhör undantagen.
I USA:s flotta, USA:s marinkår och USA:s kustbevakning ges den vanligen till personer i graderna kommendör/överste och kommendörkapten/överstelöjtnant och den första medaljen erhålls vanligen efter den första genomförda tjänstgöringen som fartygschef eller befälhavare för ett förband på den nivån. Örlogskaptener/majorer får den mer sällan och då enbart efter att ha varit fartygschef (för ett mindre fartyg) eller befäl över ett förband alternativt stabstjänstgöring för en amiral/general.   
Från 1981 kan den även ges till utländska militärer.